# El doméstico
El doméstico (en italiano: Il domestico) es una película de comedia italiana  dirigida por Luigi Filippo D'Amico.
Se mostró como parte de una retrospectiva de la comedia italiana en el Festival Internacional de Cine de Venecia en 2010.

## Reparto
- Lando Buzzanca: Sasà
- Martine Brochard: Rita
- Arnoldo Foà: Ambrogio Perigatti
- Femi Benussi: Lola Mandragali
- Leonora Fani: Martina Perigatti
- Enzo Cannavale: Salvatore Sparano
- Erika Blanc: Silvana
- Malisa Longo: Esther
- Luciano Salce: El propio
- Antonino Faà di Bruno:  El anciano noble
- Gordon Mitchell: El general Von Werner
- Paolo Carlini: Andrea Donati
- Silvia Monti: La mujer lesbiana
- Camillo Milli: El director